# Casarejos
Casarejos est une commune de la province de Soria et de la communauté autonome de Castille-et-León en Espagne. Au recensement de 2004, elle comptait 256 habitants.